# 6. U-Flottille
Die 6. Unterseebootsflottille, kurz 6. U-Flottille, war ein militärischer Verband der deutschen Kriegsmarine im Zweiten Weltkrieg.

## Geschichte
Die Flottille, auch als U-Bootsflottille „Hundius“ bekannt, wurde am 1. Oktober 1938 in Kiel unter dem Kommando von Korvettenkapitän Werner Hartmann gebildet und war nach Kapitänleutnant Paul Hundius, einem U-Boot-Kommandanten des Ersten Weltkriegs, benannt, der am 16. September 1918 beim Untergang seines U-Boots SM UB 103 ums Leben gekommen war. Die Flottille wurde im Dezember 1939 aufgelöst und in die neu aufgestellte 2. U-Flottille integriert.
Die Flottille wurde als 6. Unterseebootsflottille im September 1941 unter dem Kommando von Korvettenkapitän Wilhelm Schulz mit Stützpunkt in Danzig erneut aufgestellt. Während der ersten Monate als Ausbildungsflottille eingesetzt, wurde sie nach ihrer Verlegung nach St. Nazaire im Februar 1942 im Seekrieg aktiv eingesetzt. Im August 1944 erfolgte die endgültige Auflösung, die letzten Boote verließen den Stützpunkt mit Richtung Norwegen.

## Flottillenchefs
- Oktober 1938 bis zur ersten Auflösung im Dezember 1939 – Korvettenkapitän Werner Hartmann, ab 25. September 1939 zusätzlich Kommandant von U 37
  - stellvertretender Flottillenchef vom 6. August 1938 bis 31. Juli 1939 Kapitänleutnant Wilhelm Ambrosius, zusätzlich Kommandant von U 43, zugleich bis 3. Januar 1939 in Vertretung Flottillenchef
- August/September 1941 – Fritz Frauenheim, Frauenheim trat das Kommando nicht an.
- September 1941 bis November 1943 – Korvettenkapitän Wilhelm Schulz
- November 1943 bis August 1944 – Kapitänleutnant Carl Emmermann

## Boote
- U 37
- U 38
- U 39
- U 40
- U 41
- U 42
- U 43
- U 44